# Thomas Updegraff
Thomas Updegraff (* 3. April 1834 im Tioga County, Pennsylvania; † 4. Oktober 1910 in McGregor, Iowa) war ein US-amerikanischer Politiker. Zwischen 1879 und 1899 vertrat er zweimal den Bundesstaat Iowa im US-Repräsentantenhaus.

## Werdegang
Thomas Updegraff war ein Nachkomme von Abraham Isacks op den Graeff, der zu den sogenannten „Original 13“, der ersten geschlossenen Gruppe deutscher Auswanderer nach Amerika, gehörte. Er besuchte private Schulen, die University of Notre Dame in Indiana und eine Schule in Binghamton im Staat New York. Zwischen 1856 und 1860 war er Verwaltungsangestellter am Bezirksgericht im Clayton County in Iowa. Nach einem Jurastudium und seiner im Jahr 1860 erfolgten Zulassung als Rechtsanwalt begann er in McGregor in seinem neuen Beruf zu praktizieren.
Updegraff war Mitglied der Republikanischen Partei. 1878 saß er als Abgeordneter im Repräsentantenhaus von Iowa. Im selben Jahr wurde er im dritten Wahlbezirk von Iowa in das US-Repräsentantenhaus in Washington, D.C. gewählt, wo er am 4. März 1879 die Nachfolge von Theodore Weld Burdick antrat. Nach einer Wiederwahl im Jahr 1880 konnte er bis zum 3. März 1883 zwei Legislaturperioden im Kongress absolvieren. Bei den Wahlen des Jahres 1882 wurde er nicht bestätigt.
Nach seiner Zeit im Repräsentantenhaus war Thomas Updegraff Mitglied im Bildungsausschuss und Anwalt der Stadt McGregor. Im Jahr 1888 war er Delegierter zur Republican National Convention in Chicago, bei der Benjamin Harrison als Präsidentschaftskandidat nominiert wurde. Bei den Kongresswahlen des Jahres 1892 wurde er im vierten Distrikt von Iowa erneut in das US-Repräsentantenhaus gewählt. Dort übernahm er am 4. März 1893 das Mandat von Walter Halben Butler. Nach zwei Wiederwahlen konnte er bis zum 3. März 1899 drei weitere Amtszeiten im Kongress absolvieren. In diese Zeit fiel der Spanisch-Amerikanische Krieg von 1898.
Im Jahr 1898 wurde Updegraff von seiner Partei nicht für eine Wiederwahl nominiert. Nach seinem endgültigen Ausscheiden aus dem Kongress arbeitete er wieder als Anwalt. Thomas Updegraff starb am 4. Oktober 1910 in McGregor und wurde dort auch beigesetzt.